# Brötalyckorna
Brötalyckorna är ett mindre bostadsområde i västra Sölvesborg som ligger söder om Valjeviken, norr om Falkvik och väster om Sölvesborg centrum.